# دوسه‌تاکسل
دوسه‌تاکسل یا دوستاکسل (انگلیسی: Docetaxel) نوعی داروی شیمی‌درمانی است که با نام تجاری تاکسوتر (Taxotere) یا سایر نام‌های تجاری در درمان برخی از سرطان‌ها از جمله سرطان پستان، سرطان‌های سر و گردن، سرطان معده، سرطان پروستات و سرطان ریه (نوع غیر سلول کوچک) به تنهایی یا در ترکیب با سایر داروهای شیمی درمانی مورد استفاده است.